# Ху Сихуей
Ху Сихуей (*忽思慧, д/н — після 1330) — китайський медик монгольського походження, дієтолог часів династії Юань.

## Життєпис
Про місце і дату народження немає відомостей. За походженням монгол, проте сильно китаїзований. Відсутня інформація де й за яких обставин здобув медичну освіту та практику. Деякий час працював чиновником у Придворному міністерстві з питань постачання і забезпечення. Потім був особистим лікарем імператриці-матері Таджі, потім став лікарем імператриці Раднаширі. У 1314 році призначається придворним медиком імператора Аюрбарібади. Після успішного лікування останнього від хвороб нирок, Ху Сихуей отримує повну довіру імператора та підтримку. Остання згадка про нього датується 1330 роком, коли він представив свій медичний твір.

## Медицина
Ху Сихуей є автором праці «Іньшань чжен яо» (飲膳正要, «Правильні вимоги до пиття і їжі» з 3 цзюаней), що стала класичною в китайській медицині. Її він склав на основі великого числа попередніх робіт (китайських, мусульманських, монгольських), що стосуються дієтології. Ху був прихильником врівноваженою дієти, гігієни, помірного вживання алкоголю, особливо жінками. У книзі розглянуті харчові якості безлічі продуктів і описані два типи хвороби бері-бері, яку пропонується лікувати дієтами, багатими, як тепер відомо, на вітамінами B1, дієти для лікування дітичі хвороби. Окремі глави присвячені несумісності низки продуктів.
У книзі викладені 94 страви у відповідності до їх впливу на організм людини. Серед них представлено 34 супи та 29 страв від старіння. В цій книзі вперше приведено рецепт пекінської качки. Водночас є важливим джерелом з вивчення середньовічної кухні Китаю, Монголії, Середньої Азії та Персії. Також Ху Сихуей надає опис 230 різним продуктам, яких можна вживати і скільки та за яких обставин.